# Championnat d'Afghanistan de football 2017
 (février 2018).
Si vous disposez d'ouvrages ou d'articles de référence ou si vous connaissez des sites web de qualité traitant du thème abordé ici, merci de compléter l'article en donnant les références utiles à sa vérifiabilité et en les liant à la section « Notes et références ».
Navigation
Saison 2016 Saison 2018
La saison 2017 de la Premier League est la sixième édition du championnat d'Afghanistan. Le plus haut niveau du football afghan organisé par la Fédération d'Afghanistan de football oppose huit clubs. Le championnat commence le 7 septembre 2017 et se termine le 27 octobre 2017.
La première phase du championnat se déroule en une série de matches aller. Elle divise les 2 équipes en 2 groupes de 4. La deuxième phase du championnat oppose les deux premiers de chaque groupe dans une phrase finale à match éliminatoire.
Lors de cette saison, le club d'Shaheen Asmayee défend son titre face à sept autres équipes.

## Matchs et classements

### Groupe A
Les classements sont basés sur le barème de points classique (victoire à 3 points, match nul à 1, défaite à 0).
| \| Rang \| Équipe \| Pts \| J \| G \| N \| P \| Bp \| Bc \| Diff \| \| ---- \| ------------------ \| --- \| - \| - \| - \| - \| -- \| -- \| ---- \| \| 1 \| Shaheen Asmayee \| 6 \| 3 \| 2 \| 0 \| 1 \| 6 \| 5 \| +1 \| \| 2 \| De Spin Ghar Bazan \| 6 \| 3 \| 2 \| 0 \| 1 \| 5 \| 4 \| +1 \| \| 3 \| Oqaban Hindukush \| 3 \| 3 \| 1 \| 0 \| 2 \| 2 \| 2 \| 0 \| \| 4 \| Mawjhai Amu \| 3 \| 3 \| 1 \| 0 \| 2 \| 1 \| 3 \| -2 \| |                    |     |   |   |   |   |    |    |      |
| Rang | Équipe             | Pts | J | G | N | P | Bp | Bc | Diff |
| 1 | Shaheen Asmayee    | 6   | 3 | 2 | 0 | 1 | 6  | 5  | +1   |
| 2 | De Spin Ghar Bazan | 6   | 3 | 2 | 0 | 1 | 5  | 4  | +1   |
| 3 | Oqaban Hindukush   | 3   | 3 | 1 | 0 | 2 | 2  | 2  | 0    |
| 4 | Mawjhai Amu        | 3   | 3 | 1 | 0 | 2 | 1  | 3  | -2   |

### Groupe B
Les classements sont basés sur le barème de points classique (victoire à 3 points, match nul à 1, défaite à 0).
| \| Rang \| Équipe \| Pts \| J \| G \| N \| P \| Bp \| Bc \| Diff \| \| ---- \| ----------------- \| --- \| - \| - \| - \| - \| -- \| -- \| ---- \| \| 1 \| De Maiwand Atalan \| 7 \| 3 \| 2 \| 1 \| 0 \| 11 \| 6 \| +5 \| \| 2 \| Simorgh Alborz \| 5 \| 3 \| 1 \| 2 \| 0 \| 3 \| 2 \| +1 \| \| 3 \| Toofaan Harirod \| 4 \| 3 \| 1 \| 1 \| 1 \| 9 \| 5 \| +4 \| \| 4 \| De Abasin Sape \| 0 \| 3 \| 0 \| 0 \| 3 \| 3 \| 13 \| -10 \| |                   |     |   |   |   |   |    |    |      |
| Rang | Équipe            | Pts | J | G | N | P | Bp | Bc | Diff |
| 1 | De Maiwand Atalan | 7   | 3 | 2 | 1 | 0 | 11 | 6  | +5   |
| 2 | Simorgh Alborz    | 5   | 3 | 1 | 2 | 0 | 3  | 2  | +1   |
| 3 | Toofaan Harirod   | 4   | 3 | 1 | 1 | 1 | 9  | 5  | +4   |
| 4 | De Abasin Sape    | 0   | 3 | 0 | 0 | 3 | 3  | 13 | -10  |

## Demi-finales
| Équipe            | Aller | Total | Retour | Équipe             |
| ----------------- | ----- | ----- | ------ | ------------------ |
| Shaheen Asmayee   | 1 - 0 | 5 - 3 | 4 - 3  | Simorgh Alborz     |
| De Maiwand Atalan | 2 - 0 | 2 - 0 | 0 - 0  | De Spin Ghar Bazan |

## 3ème Place
| Équipe 1       | Résultat | Équipe 2           |
| -------------- | -------- | ------------------ |
| Simorgh Alborz | 0 - 1    | De Spin Ghar Bazan |

## Finale
| Équipe 1                      | Résultat    | Équipe 2          |
| ----------------------------- | ----------- | ----------------- |
| Shaheen Asmayee Football Club | 4 - 3 a. p. | De Maiwand Atalan |